# Scoutisme en Syrie
 (août 2019).
Si vous disposez d'ouvrages ou d'articles de référence ou si vous connaissez des sites web de qualité traitant du thème abordé ici, merci de compléter l'article en donnant les références utiles à sa vérifiabilité et en les liant à la section « Notes et références ».
Le scoutisme en Syrie est régi par l’organisation Scouts of Syria (en arabe : كشاف سورية) et fut fondée en 1912.